# North Adams (Massachusetts)
North Adams és una població del Comtat de Berkshire a l'estat de Massachusetts dels Estats Units d'Amèrica.

## Demografia
Segons el cens del 2000 North Adams tenia 14.681 habitants., 6.311 habitatges, i 3.635 famílies. La densitat de població era de 277,3 habitants/km².
Dels 6.311 habitatges en un 26,6% hi vivien nens de menys de 18 anys, en un 40,1% hi vivien parelles casades, en un 13,3% dones solteres, i en un 42,4% no eren unitats familiars. En el 36,2% dels habitatges hi vivien persones soles el 16,8% de les quals corresponia a persones de 65 anys o més que vivien soles. El nombre mitjà de persones vivint en cada habitatge era de 2,21 i el nombre mitjà de persones que vivien en cada família era de 2,87.
Per edats la població es repartia de la següent manera: un 22,4% tenia menys de 18 anys, un 11,8% entre 18 i 24, un 26,6% entre 25 i 44, un 20,8% de 45 a 60 i un 18,4% 65 anys o més.
L'edat mediana era de 38 anys. Per cada 100 dones de 18 o més anys hi havia 83,5 homes.
La renda mediana per habitatge era de 27.601 $ i la renda mediana per família de 37.635$. Els homes tenien una renda mediana de 30.292 $ mentre que les dones 23.012$. La renda per capita de la població era de 16.381$. Entorn del 13,5% de les famílies i el 18,2% de la població estaven per davall del llindar de pobresa.

## Poblacions properes
El següent diagrama mostra les poblacions més properes.